# Bahnhof Bo’ness

Der Bahnhof Bo’ness ist ein Bahnhof im Norden der schottischen Stadt Bo’ness in der Council Area Falkirk. 1987 wurde die Anlage in die schottischen Denkmallisten in der höchsten Kategorie A aufgenommen.

## Geschichte
Der Bahnhof wurde in den 1850er Jahren als Endbahnhof der Slamannan and Borrowstounness Railway eröffnet. Er war als Güterbahnhof konzipiert und diente im Wesentlichen dem Umschlag von Kohle aus dem rund 15 km entfernten Slamannan auf Schiffe im Firth of Forth. Später wurde er auch für den Personentransport genutzt. Gegen Ende der 1970er Jahre übernahm der Verein Scottish Railway Preservation Society den zwischenzeitlich aufgegebenen Bahnhof und richtete dort ihren Hauptsitz ein. In den folgenden Jahren wurde die Anlage um zahlreiche Gebäude erweitert, die von anderen historischen Bahnhöfen in Schottland stammen. Ein Museum wurde eingerichtet. Die Museumsbahn Bo’ness and Kinneil Railway zwischen Bo’ness und Manuel verkehrt außer in den Wintermonaten nach Fahrplan. Zwischen Birkhill und Manuel quert sie auf dem denkmalgeschützten Avon Viaduct den Avon.

## Beschreibung
Der Lokschuppen stammt aus den 1840er Jahren und war zuvor am Bahnhof Edinburgh Haymarket installiert. 1984 wurde er nach Bo’ness verfrachtet. Das Gebäude wurde jedoch gekürzt und von den ehemals zwölf vertikalen Fensterachsen sind lediglich noch acht vorhanden. Ornamentierte, gusseiserne Pfeiler mit Kapitellen tragen das schiefergedeckte Dach. Das Bahnhofsgebäude stammt aus  dem Jahre 1887 aus der Ortschaft Wormit in Fife. Neben den Fahrkartenschaltern sind in dem Holzbauwerk auch Ladengeschäfte und Toiletten untergebracht. Das schieferne Urinal in der Herrentoilette stammt aus Bathgate.
Die mechanische Signalanlage wird aus einem Stellwerk der Caledonian Railway gesteuert. Das längliche, hölzerne Gebäude ruht auf einem Fundament aus rotem Backstein und schließt mit einem Walmdach ab. Der aus einer gusseisernen Gitterkonstruktion bestehende Fußgängerüberweg war einst an der Highland Main Line im Einsatz. Er stammt vom Bahnhof Murthly, nördlich von Perth. Das Büro des kleinen, länglichen Warenlagers wird von Gaslampen erleuchtet. Das Holzbauwerk mit Walmdach stammt von der Upper Station in Dunfermline. Im Außenhof befindet sich ein Gaslaternenmast aus Falkirk, ein Kran aus Musselburgh sowie eine Drehscheibe aus Leith. Aus dem gusseisernen Wasserbehälter läuft das Wasser durch unterirdische Rohe zur Abnahmestelle. Er stammt aus dem Hafen von Grangemouth.